# علم الأسماء الحسنى
علم الأسماء الحسنى وأسرارها وخواص تأثيراتها، قال البوني: «ينال بها كل مطلوب، ويتوصل بها إلى كل مرغوب. وبملازمتها تظهر الثمرات، وصرائح الكشف، والاطلاع على أسرار المغيبات، وأما إفادة الدنيا، فالقبول عند أهلها والهيبة والتعظيم والبركات في الأرزاق، والرجوع إلى كلمته، وامتثال الأمر منه، وخرس الألسنة عن جوابه إلا بخير إلى غير ذلك من الآثار الظاهرة بإذن الله تعالى في المعنى والصور، وهذا سر عظيم من العلوم لا ينكر شرعا، ولا عقلا.»